# Catachlorops lineatus
Catachlorops lineatus är en tvåvingeart som beskrevs av Burger 1999. Catachlorops lineatus ingår i släktet Catachlorops och familjen bromsar. Inga underarter finns listade i Catalogue of Life.